# 이재훈 (축구인)
이재훈(1990년 1월 10일 ~ )은 대한민국의 전직 축구 선수 출신 축구 지도자이다. 현역 시절 포지션은 수비수였다.

## 클럽 경력
2012 K리그 드래프트에서 강원 FC에 1순위로 지명되었다.
2016년 서울 이랜드로 이적하였다.
2017년 2월 군입대를 위해 원소속팀과 계약을 해지한 후, 경주 시민축구단에 입단하여 공익근무 생활을 이어나가게 되었다.
2019년 6월 12일 사회복무요원 소집해제를 한 이후 원 소속팀인 서울 이랜드 FC로 컴백했다. 2021시즌을 마치고 상호 합의간 계약 해지로 팀을 떠나게 되었다.
2022년 1월 19일, 현역 은퇴를 선언했다.

## 지도자 경력
은퇴 직후 모교인 부경고등학교에서 코치를 맡게되었다.